# 加計バスストップ
加計バスストップ（かけバスストップ）は、広島県山県郡安芸太田町の中国自動車道沿いにあるバス停留所である。スマートインターチェンジを併設している。

## 停車する路線
| のりば | 路線番号 | 愛称               | 運行会社 | 行先                                               | 備考   |
| ------ | -------- | ------------------ | -------- | -------------------------------------------------- | ------ |
| 上り線 | 75K      | 高速三段峡線       | 広島電鉄 | 古市駅・横川駅・広島BC                             |        |
| 上り線 |          | 清流ライン高津川号 | 石見交通 | （広島高速4号線経由）広島BC・広島駅新幹線口        |        |
| 上り線 |          | 新広益線           | 石見交通 | 中筋駅・広島BC・広島駅新幹線口                     | 運休中 |
| 下り線 | 75       | 高速三段峡線       | 広島電鉄 | 戸河内IC・三段峡                                   |        |
| 下り線 |          | 清流ライン高津川号 | 石見交通 | 六日市・日原道の駅・益田駅・石見交通本社前         |        |
| 下り線 |          | 新広益線           | 石見交通 | 戸河内IC・美都総合支所入口・石見交通本社前・益田駅 | 運休中 |

バスストップ周辺に安芸太田町の町内代替バス（加計交通）加計高速線・病院線の「加計高速」バス停がある。

## 加計スマートインターチェンジ
ETC車載限定でスマートインターチェンジの社会実験を実施していたが2006年（平成18年）10月1日より本格運用が開始され、2014年（平成26年）7月18日からスマートICの運用時間を「6時〜23時」から「24時間」に拡大した。スマートICは現在、大阪・広島・浜田方面の出入りのみ利用可能となっているが、2023年（令和5年）9月8日に戸河内・山口方面出入口の設置（フル化）が新規事業化された。

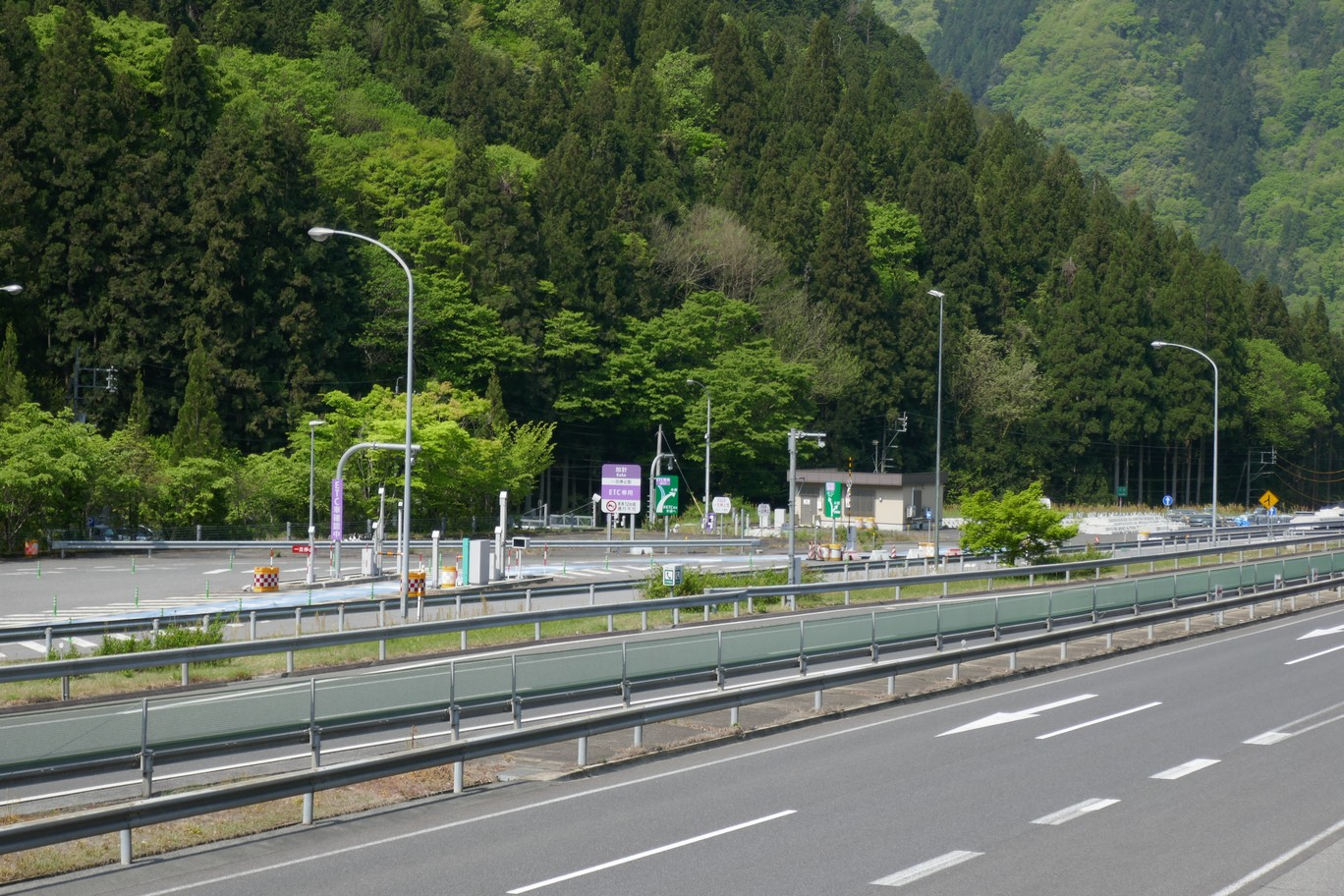
下り線施設全景

## 接続する道路
- 安芸太田町道イロハ線
- 安芸太田町道津浪巡回線

## 隣
E2A 中国自動車道
(25)千代田JCT - 安佐SA - (26)広島北JCT - (26-1)加計BS/スマートIC - (27)戸河内IC

## 広島北JCT・戸河内ICまでのトンネル群
中国自動車道のトンネルも参照
広島北JCT - 加計スマートICおよび戸河内ICまでの区間はほとんどが1kmを越える長距離トンネルが連続している。
(26)広島北JCT - 牛頭山トンネル - 平トンネル - 船場トンネル - 澄合トンネル・三谷トンネル（上り線のみ） - 加計東トンネル - (26-1) 加計SIC・BS - 加計西トンネル - (27)戸河内IC